# 弗罗卢瓦
弗罗卢瓦（法語：Frolois，法語發音：[fʁɔlwa]）是法国默尔特-摩泽尔省的一个市镇，位于该省南部，属于南锡区。

## 地理
弗罗卢瓦（48°33'54"N, 6°7'35"E）面积9.4 平方千米，位于法国大東部大區默尔特-摩泽尔省，该省份为法国东北部内陆省份，是洛林的一部分，北邻比利时、卢森堡，北起顺时针与摩泽尔省、下莱茵省、孚日省和默兹省接壤。
与弗罗卢瓦接壤的市镇（或旧市镇、城区）包括：马东河畔班维尔、梅雷维尔、皮埃尔维尔、皮利尼、克瑟耶。

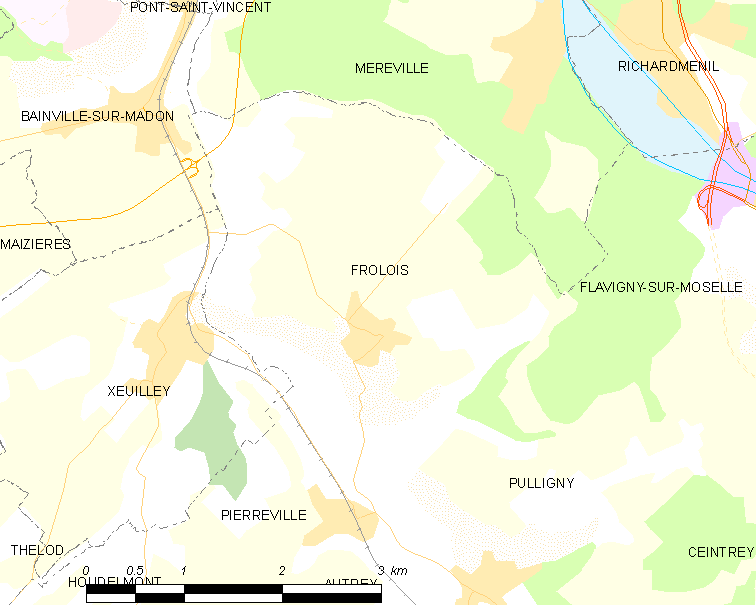
弗罗卢瓦的OSM定位图

弗罗卢瓦的时区为UTC+01:00、UTC+02:00（夏令时）。

## 行政
弗罗卢瓦的邮政编码为54160，INSEE市镇编码为54214。

## 政治
弗罗卢瓦所属的省级选区为讷沃迈松县。

## 人口

1962-2008年间弗罗卢瓦人口变化图示

弗罗卢瓦于2022年1月1日时的人口数量为713人。